# 十一指厝
十一指厝，臺灣台語口語上稱為十一井厝，是臺灣嘉義縣水上鄉的一個傳統地域名稱，位於該鄉西側主體部分的中部偏西南，並延伸至西部邊界中央偏南地帶。相較於今日行政區，其範圍大致包括水上村西北部、龍德村、三鎮村西北端、靖和村東北端、大堀村西南部、南和村北部。

## 歷史
當地臺灣台語的實際發音是十一井厝，可能是當地昔日有11口井。寫成「十一指厝」似是日本時代戶政單位的訛寫，之後相襲至今。
台灣日治初期，十一指厝地區為一街庄（舊制街庄），稱為「十一指厝庄」，隸屬於嘉義西堡。該庄北與大崙庄、大堀尾庄為鄰，東與水堀頭街、外溪洲庄為鄰，南邊為南靖庄，西邊為下半天庄、埔心庄。
1901年（日治明治三十四年）11月11日，全台設置二十廳，該庄隸屬於嘉義廳。1904年（明治三十七年）2月15日，該庄編入「水堀頭區」，隸屬於嘉義廳。1909年（明治四十二年）10月25日，全台整併二十廳為十二廳，該庄仍隸屬於嘉義廳。1910年（明治四十三年）1月18日，各區管轄區域調整，該庄仍隸屬於嘉義廳的「水堀頭區」。
1920年（大正九年）10月1日，全台廢十二廳改設五州二廳，該庄改制為「十一指厝」大字，隸屬於臺南州嘉義郡水上庄（新制街庄）。
戰後水上庄改制為水上鄉，隸屬於臺南縣，大字亦改制為村。1950年（民國39年）10月，雲、嘉、南分治，水上鄉改隸屬於嘉義縣。

## 聚落
本地區發展較早的聚落有十一指厝、頂過溝等，在日治期初期的官方地圖上已有記載。

## 交通
台鐵縱貫線是台灣西部南北向鐵路幹線，經過本地區東部中、南段邊界地帶，並在東南端境外不遠處設有南靖車站。該站屬甲種簡易站，只停靠區間車；由此可前往台鐵沿線各站。
國道1號又稱「中山高速公路」，是台灣西部兩條縱向高速公路之一，經過本地西部近邊界地帶，並西南端省道台82線（東西向快速公路－東石嘉義線）交會處設有嘉義系統交流道。最近的一般交流道是北鄰大崙地區境內縣道168號交會處的水上交流道；亦可經由台82線在縣道163號交會處的水上交流道進入台82線，再經嘉義系統交流道接國道1號。由此等可快速前往國道1號沿線各地。
省道台82線又稱「東西向快速公路－東石嘉義線」，經過本地區南部邊界地帶，並在本地區西南端國道1號交會處設有嘉義系統交流道，在東南端縣道163號西側交會處設有水上交流道，並與鄰近的省道台1線連通，由此可快速前往台82線沿線各地，並連接國道1號、國道3號。
省道台1線又稱「縱貫公路」，是臺北至楓港的傳統平面幹道，經過本地區東部中、南段邊界地帶，並與鐵路併行且位於其西側。由該道路北行可前往水上鄉水上市區、嘉義市、嘉義縣民雄鄉、溪口鄉東端、大林鎮等地，南行可前往臺南市後壁區、新營區、柳營區、六甲區等地。
縣道163號是嘉義至好美里的道路，經過本地區東南端及東部中、南段邊界地帶（該路段與省道台1線共線）。由該道路北行可前往水上鄉水上市區、嘉義市西區，並止於縣道159號路口；南行可前往鹿草鄉、義竹鄉、布袋鎮，並止於好美里。
縣道168號又稱「嘉朴公路」，是東石至中庄的道路，經過本地區東北端。由該道路西行可前往太保市、朴子市、東石鄉，並止於東石市區；東行可前往水上鄉水上市區，並止於中庄的縣道165號轉角路口。
鄉道嘉40線是後寮至柳仔林的道路。
鄉道嘉40-1線是江竹仔腳至南和的道路。

## 學校
- 萬能工商